# Pablo Hernández Domínguez
Pablo Hernández Domínguez (Onda, Castellón, 11 de abril de 1985) es un exfutbolista y entrenador español que jugaba de centrocampista. Desde la temporada 2024-25 dirige al C. D. Castellón "B".

## Trayectoria
Permaneció en el Valencia C. F. desde 2005 hasta 2012, pasando por la cantera y siendo cedido en dos ocasiones, al Cádiz C. F. y al Getafe C. F. a cambio de un millón de euros. En 2012 fichó por el Swansea City por 7 millones de euros. 
En junio de 2014 fichó por el club Al-Arabi por 5 millones de euros, club de la liga de Catar. Al año siguiente se marchó cedido Al-Nasr. El 31 de agosto de 2015 volvió a la liga española, al Rayo Vallecano cedido por el Al-Arabi.
Tras su paso por el conjunto madrileño, fue cedido de nuevo, esta vez al Leeds United F. C. inglés de la EFL Championship inglesa el 2 de agosto de 2016. En enero de 2017 fue adquirido en propiedad.
Después de finalizar su etapa en Inglaterra al terminar el curso 2020-21, el 20 de julio de 2021 se anunció su fichaje por el C. D. Castellón por tres años. En los dos primeros consiguió anotar seis goles y dar el mismo número de asistencias en 57 partidos. Entonces optó por la retirada y seguir vinculado al club como embajador y asesor.
En la temporada 2024-25 inició su carrera como entrenador con el filial castellonense en la Tercera Federación.

## Selección nacional
El 5 de junio de 2009 fue convocado por primera vez con la selección española para disputar la Copa Confederaciones. De esta manera el 20 de junio de 2009 debutó con el equipo nacional en el encuentro que lo enfrentó a Sudáfrica al sustituir a su compañero David Villa en el minuto 60.

### Goles como internacional
| Fecha                   | Estadio                              | Rival   | Gol | Resultado | Competición |
| ----------------------- | ------------------------------------ | ------- | --- | --------- | ----------- |
| 18 de noviembre de 2009 | Estadio Ernst Happel, Viena, Austria | Austria | 1-5 | 1-5       | Amistoso    |

### Torneos internacionales
| Copa                           | Sede      | Resultado     |
| ------------------------------ | --------- | ------------- |
| Copa FIFA Confederaciones 2009 | Sudáfrica | Tercer puesto |

## Clubes

### Como jugador
| Club                        | País       | Año       |
| --------------------------- | ---------- | --------- |
| Valencia C. F. Mestalla     | España     | 2004-2007 |
| C. D. Onda (cedido)         | España     | 2004-2005 |
| Cádiz C. F. (cedido)        | España     | 2007      |
| Getafe C. F.                | España     | 2007-2008 |
| Valencia C. F.              | España     | 2008-2012 |
| Swansea City A. F. C.       | Gales      | 2012-2014 |
| Al-Arabi S. C.              | Catar      | 2014-2017 |
| Al-Nasr S. C. (cedido)      | EAU        | 2015      |
| Rayo Vallecano (cedido)     | España     | 2015-2016 |
| Leeds United F. C. (cedido) | Inglaterra | 2016-2017 |
| Leeds United F. C.          | Inglaterra | 2017-2021 |
| C. D. Castellón             | España     | 2021-2023 |

### Como entrenador
| Club                | País   | Año   |
| ------------------- | ------ | ----- |
| C. D. Castellón "B" | España | 2024- |

## Palmarés

### Títulos nacionales
| Título                                     | Club                  | País       | Año  |
| ------------------------------------------ | --------------------- | ---------- | ---- |
| Copa de la Liga                            | Swansea City A. F. C. | Inglaterra | 2013 |
| Copa de Liga de los Emiratos Árabes Unidos | Al-Nasr S. C.         | EAU        | 2015 |
| Copa Presidente de Emiratos Árabes Unidos  | Al-Nasr S. C.         | EAU        | 2015 |
| EFL Championship                           | Leeds United F. C.    | Inglaterra | 2020 |